# صعو
صعو (بالإنجليزية: Kinglet) (فصيلة: Regulidae)، تنتمي الي رتبة عصفوريات (باللاتينية: Passeriformes) وهي تحتوي على جنس واحد هو «Regulus».